# Patricia Oillataguerre
Patricia Oillataguerre (nacida el 7 de junio de 1988) es una jugadora de voleibol de nacionalidad Argentina que se desempeña en la posición de central. Formó parte de la Selección femenina de voleibol de Argentina, denominada comúnmente como "Las Panteras".

## Trayectoria
- Boca Juniors (2007)[2]
- Club Banco Nación (2011)[3]
- Club Estudiantes de La Plata (2012)[4]
- Club Viave (2014)[5]
- San Lorenzo (2015-16)[6][7]

## Selección nacional
Como integrante del seleccionado nacional argentino participó en las siguientes competencias: 
- Campeonato Sudamericano Sub-20 de 2004[8]
- Campeonato Mundial Sub-18 de 2005[9]
- Campeonato Sudamericano de 2007[10]
- Copa Panamericana de 2007[11]
- Grand Prix de Voleibol de 2014[12]
- Copa Panamericana de 2015[13]

## Palmarés
- Club Banco Nación - Torneo Metropolitano 2011 - 1er puesto[3]